# アラスカン・クリー・カイ

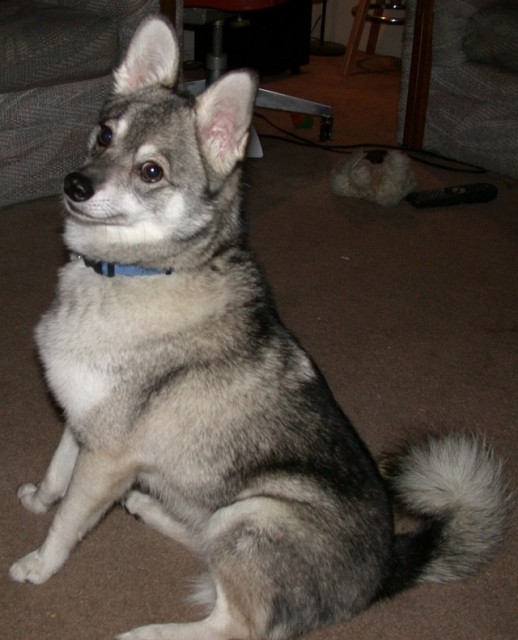
アラスカン・クリー・カイ

アラスカン・クリー・カイ（英語：Alaskan Klee Kai）とは、アメリカ合衆国のアラスカ州原産の愛玩用犬種である。「クリー・カイ」とはイヌイット語で「小さな犬」を表す言葉で、この犬種がもともと北方のそり引き用犬種を改良して小型化したことを表している。旧称はクリー・カイ・オブ・アラスカ（英：Klee Kai of Alaska）。

## 歴史
アラスカン・マラミュートの小型版犬種を作る目的で作り出された。1970年に作出が開始され、犬質強化のためにまずアラスカン・マラミュートとシベリアン・ハスキーを交配させた。これによって生まれたハーフ犬をスキッパーキやアメリカン・エスキモー・ドッグと交配させて小型化し、1988年に完成した。なお、似たような作出過程を持つ犬種には同国原産のミニチュア・シベリアン・ハスキーがいるが、これはアラスカン・マラミュートの血が入っていない、別の犬種である。
クリー・カイの犬種クラブは1995年に設立し、現在はほとんどがアメリカ国内で飼育されている。小さな体のため、アパートやマンションに住んでいる人にも飼育されている。

## 特徴

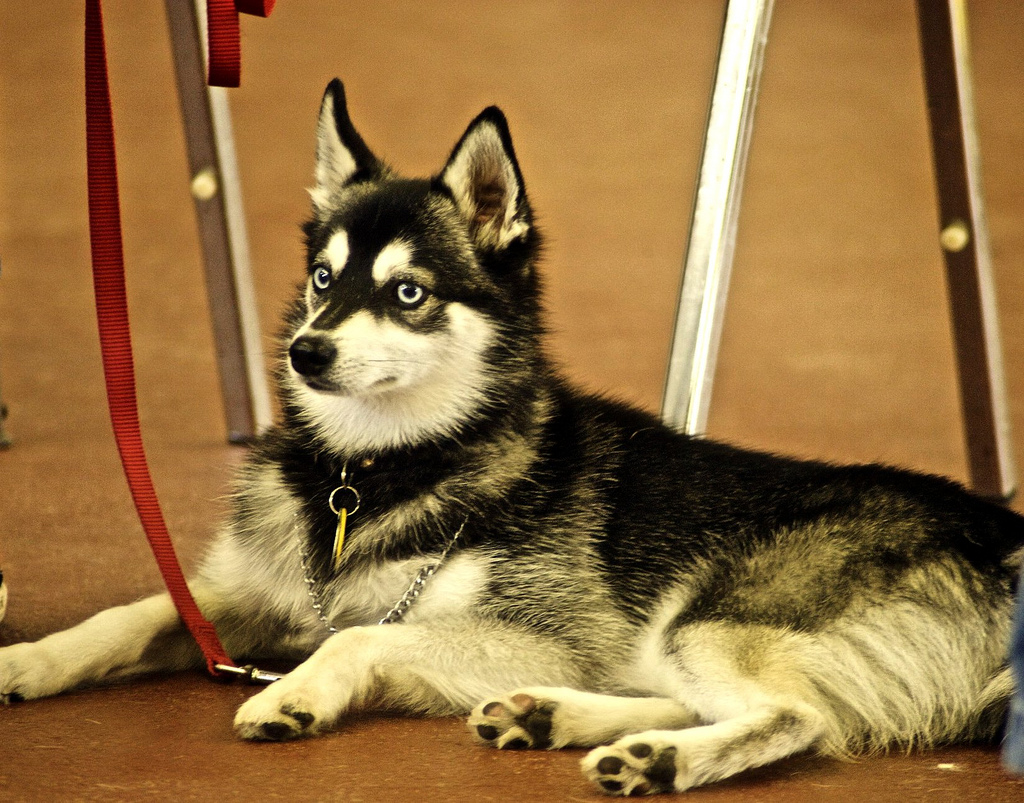

姿は北方のそり引き犬の姿をとどめている。厚いショートコートは防寒性があり、毛色はホワイトを地にグレーやレット、ブラックなどのマスクやマーキングが入る。三角の立ち耳、ふさふさした垂れ尾を持つ。スキッパーキの血も引いているため狩猟にも長けていて、ウサギやネズミ、ヘビを狩る事も出来る。サイズ階級はスタンダード、ミニチュア、トイの3つがあり、スタンダードは体高38～43cm、ミニチュアは体高33～37cm、トイは体高32cm以下で、いずれも小型犬サイズである。性格は神経質で無駄吠えも多く、原産国のアメリカ合衆国では歴史の新しい犬種であるにもかかわらず、飼育放棄された個体のレスキュークラブも存在する。